# Jacek Bogdański
Jacek Bogdański (ur. 21 czerwca 1959) – polski pilot balonowy, zdobywca Pucharu Gordona Bennetta (2018), wspólnie z Mateuszem Rękasem.

## Życiorys
Jest absolwentem Szkoły Głównej Handlowej. Był jednym z założycieli w 1989 firmy Biotechnika, która w 2000 roku przekształciła się w BMsonic Biotechnika. Zajmuje się ona sprzedażą urządzeń pomiarowych do przepływu wody i ścieków oraz urządzenia meteorologicznych. Jego pasją jest baloniarstwo. Obecnie jest członkiem Aeroklubu Kujawskiego.
W 2016 roku reprezentował Polskę razem z Mateuszem Rękasem w zawodach o Puchar Gordona Bennetta zajmując 6 miejsce. W 2018 roku wygrali 62 zawody.

## Wyniki w Pucharze Gordona Bennetta

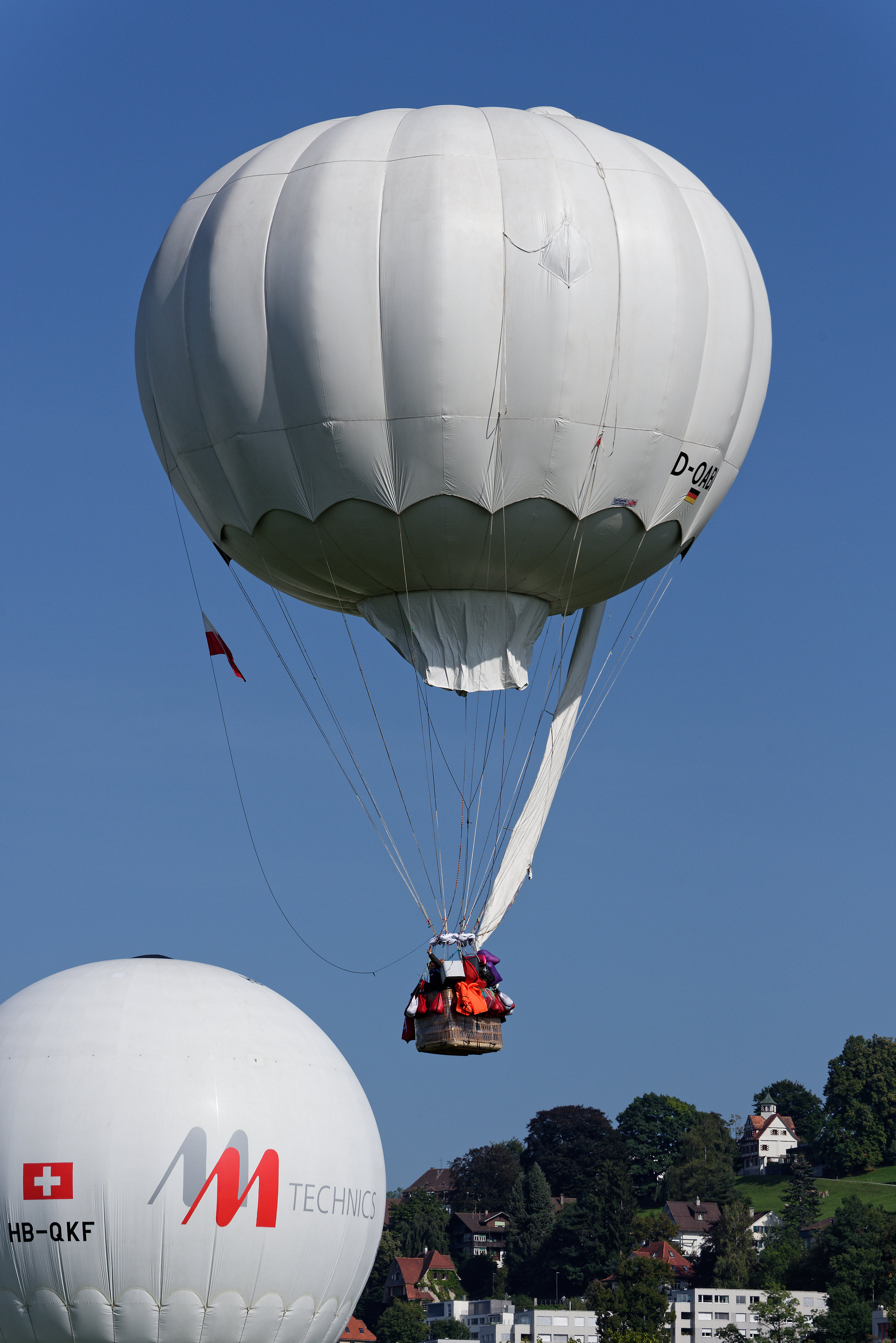
Start balonu podczas 65 PGB – załoga w składzie Mateusz Rękas i Jacek Bogdański

| Edycja zawodów | Data       | Miejsce zawodów                 | Lokata | Załoga                               | Balon                | Czas lotu [h] | Odległość [km] |
| -------------- | ---------- | ------------------------------- | ------ | ------------------------------------ | -------------------- | ------------- | -------------- |
| 59             | 28.08.2015 | Pau (Francja)                   | 10     | Mateusz Rękas, Jacek Bogdański       | D-OWBA               | 33:35         | 852,27         |
| 60             | 18.09.2016 | Gladbeck (Niemcy)               | 6      | Mateusz Rękas, Jacek Bogdański       | D-OABD Orzeł Biały   | 42:24         | 810,78         |
| 61             | 8.09.2017  | Fribourg (Szwajcaria)           | 12     | Mateusz Rękas, Jacek Bogdański       | D-OWBA               | 22:24         | 1103,77        |
| 62             | 28.09.2018 | Berno (Szwajcaria)              | 1      | Mateusz Rękas, Jacek Bogdański       | D-OWBA               | 58:28         | 1145,29        |
| 63             | 13.09.2019 | Montbéliard (Francja)           | 17     | Mateusz Rękas, Jacek Bogdański       | D-OWBA               | 46:01         | 308,33         |
| 64             | 19.08.2021 | Toruń (Polska)                  | 9      | Mateusz Rękas, Jacek Bogdański       |                      | 40:40         | 357,96         |
| 65             | 2.09.2022  | St. Gallen (Szwajcaria)         | 13     | Mateusz Rękas, Jacek Bogdański       | D-OABD White Eagle   | 37:40         | 774,08         |
| 66             | 5.10.2023  | Albuquerque (Stany Zjednoczone) | 12     | Jacek Bogdański, Przemysław Mościcki | D-OBAD (WHITE EAGLE) | 36:05         | 872,48         |
| 67             | 14.09.2024 | Münster (Niemcy)                | 16     | Jacek Bogdański, Przemysław Mościcki | D-OABD               | 38:44         | 1289,77        |